# Château de Villennes
 (novembre 2023).
L'ancien château de Vilennes, dit aussi anciennement château de Villaine, est un château datant du XIIIe siècle, très remanié au XVe siècle, puis aux XVIIIe et XIXe siècles, qui se trouve dans la commune de Villennes-sur-Seine dans le département des Yvelines (France).

## Au XVIe siècle
Le premier château fut construit par Henri Perdrier au XVe siècle.
Le château, construit aux alentours de 1500 par Henri Perdrier et achevé ensuite par sa fille Pernelle, épouse de Jean Brinon, il devait vraisemblablement donc être de style Renaissance ; il aurait remplacé un château précédent, détruit lors de la guerre de cent ans.

## Au XVIIe siècle

### Les jardins réguliers du château de Villennes

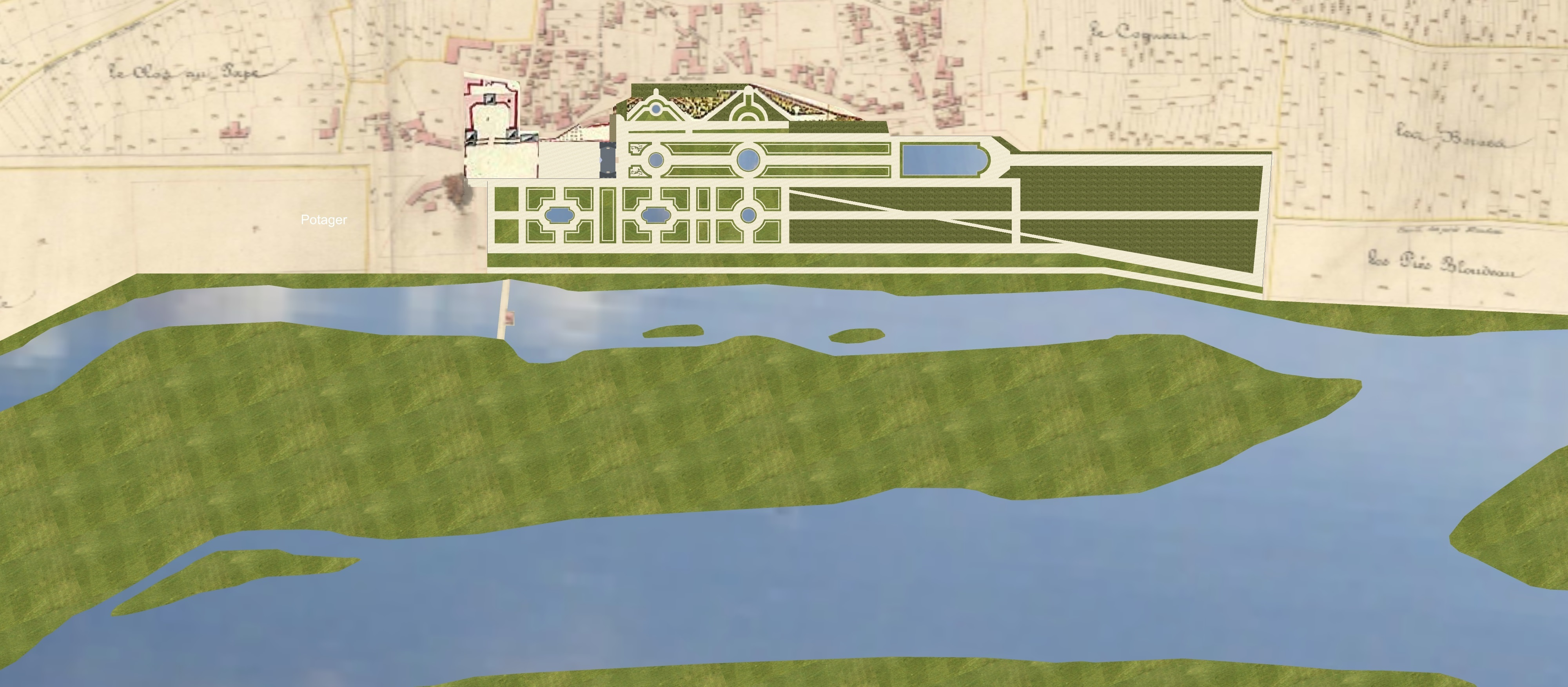
Plan restitué des jardins du château de Villennes (Yvelines) début XVIIIe

De superbes jardins réguliers sont aménagés tout autour du château avec bassins, parterres, miroir d'eau, deux belvédères d'où la vue était dégagée sur les parterres, et grande terrasse longeant la Seine (voir en fin d'article).
La Seine aux pieds du château offrait le spectacle incessant de l'animation des bateaux et barques aller et venant vers la capitale.
L'organisation du jardin du château de Villennes est assez similaire à celui des jardins du château d'Issy. Mais Villennes avait l'avantage incomparable d'avoir la Seine au pied de la grande terrasse du bord de l'eau, tandis qu'à Issy, la Seine était beaucoup plus éloignée des jardins du château. 
L'ensemble était également assez proche des jardins du château de Saint-Cloud, c'est-à-dire des jardins situés entre le fleuve et la colline, d'où les vues se composaient de perspectives latérales, avec une grande plaine dans le fond. Bien que d'une taille plutôt réduite, du fait des contraintes de la topographie, les jardins de Villennes étaient sans conteste une réussite, du fait de la situation et de la disposition des lieux. 

### Restitutions 3D du jardin disparu
Les jardins réguliers du château de Villennes au XVIIe et au début du XVIIIe siècle nous sont connus grâce à plusieurs plans anciens, qu'il faut recouper entre eux pour obtenir la bonne distribution du jardin. On entrait côté cour après avoir suivi le potager sur la droite, voisin de la Seine, puis en laissant ensuite sur la gauche les belles écuries.
Le jardin s'étalait tout le long de la Seine, ce qui offrait un atout incomparable aux jardins de Villennes.
Le château était assez petit, de deux niveaux plus combles. Il mesurait environ 33 mètres sur 15 mètres, et près de 20 mètres de hauteur, toiture incluse. Un bâtiment annexe était collé à l'ancien château, il devait s'agir de l'Orangerie.
Du côté des jardins, on découvrait un parterre symétrique dans l'axe du château, et sur la gauche, deux belvédères d'où la vue était la plus belle. Un grand miroir d'eau terminait l'allée axée sur l'ancien château. Certaines allées étaient axées sur des jets d'eau. Au bout du jardin se trouvait un bois, avec des bosquets et de nombreuses allées. 
Une longue terrasse régnait tout le long de la Seine. Du côté de l'entrée, un moulin égayait l'ensemble. 

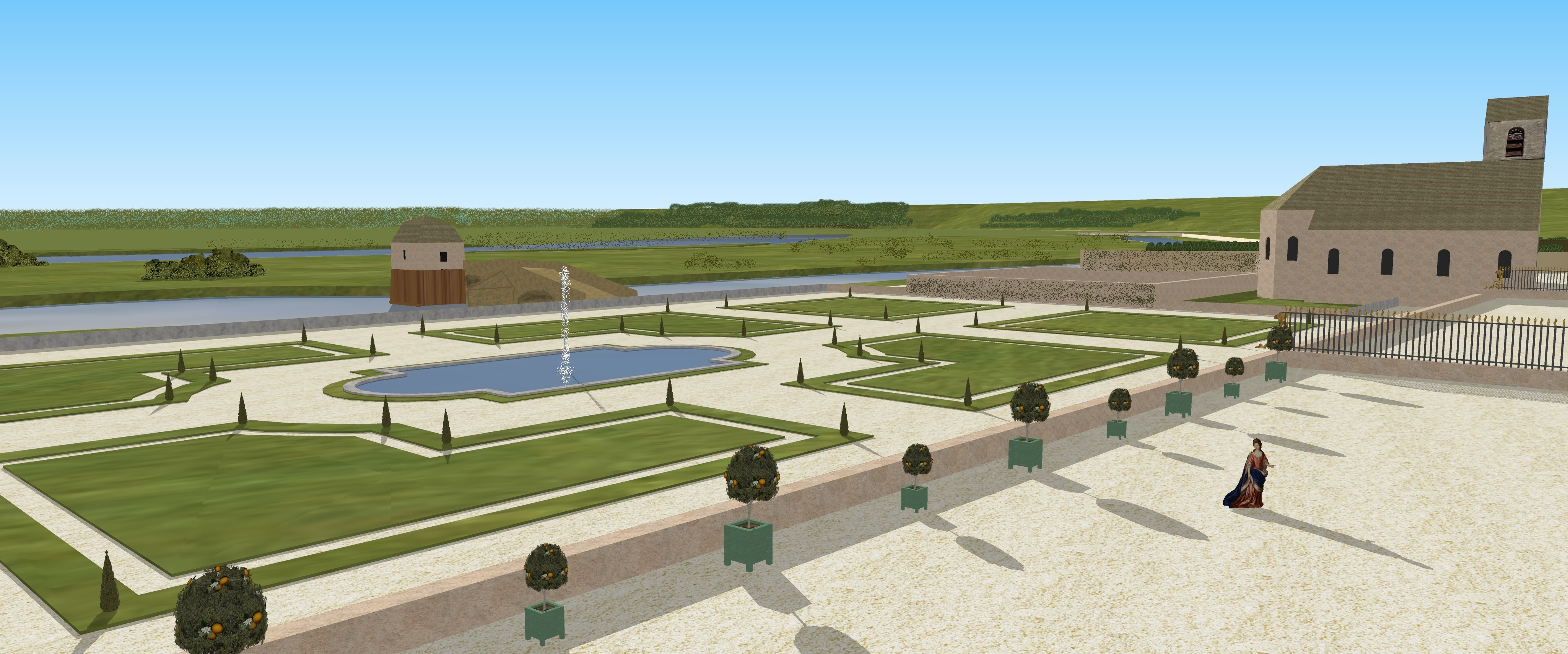
Restitution de la vue depuis le premier étage du château de Villennes côté cour d'entrée, vers 1700.
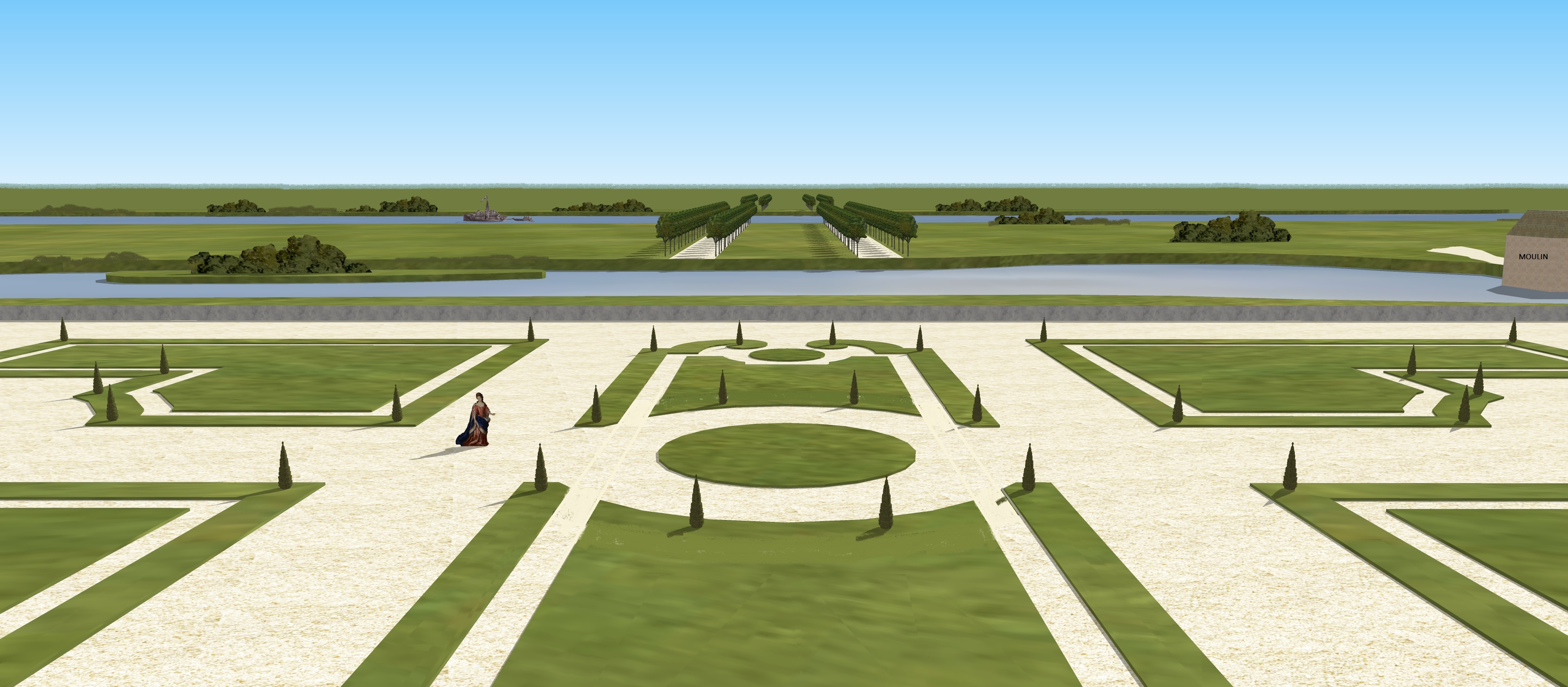
Restitution de la vue depuis le premier étage du château de Villennes, axe latéral, début du XVIIIe siècle
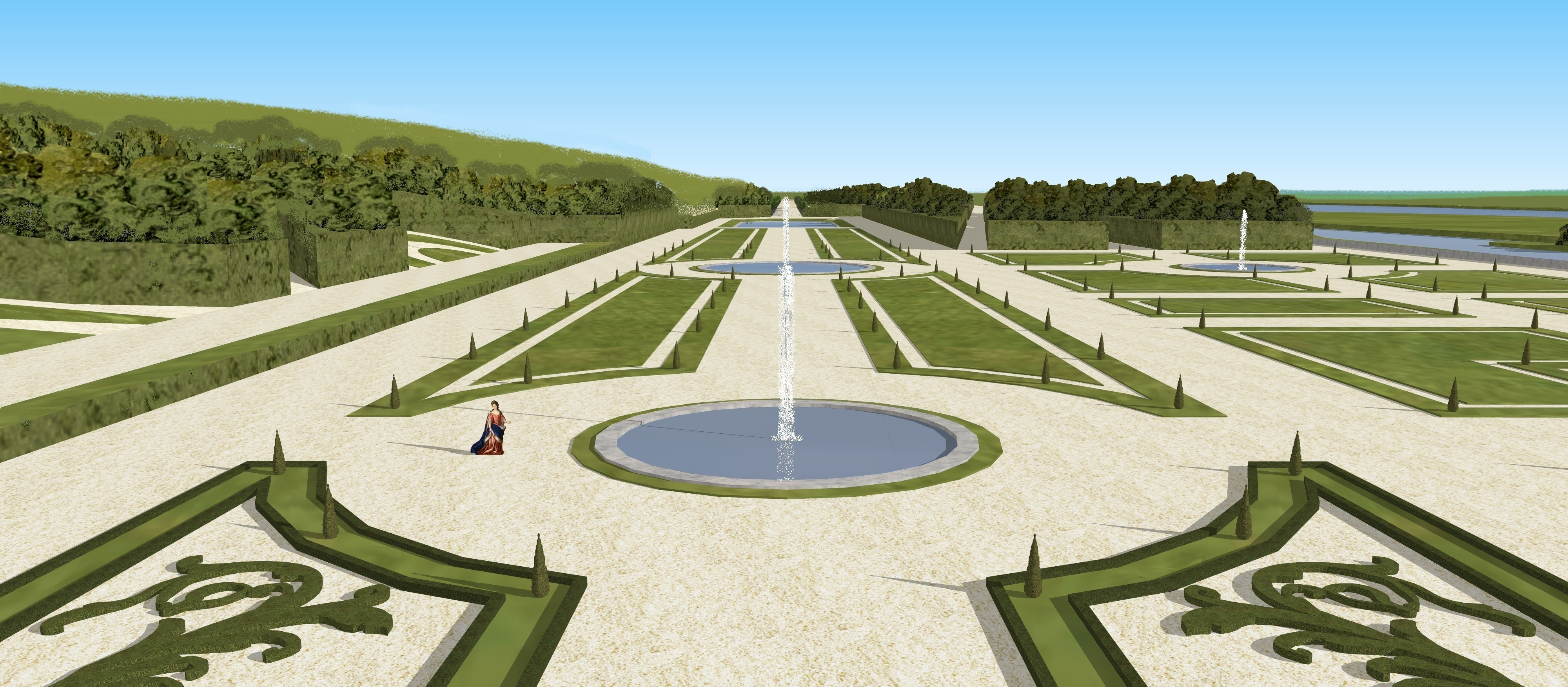
Restitution de la vue sur la grande perspective du château de Villennes, XVIIIe.
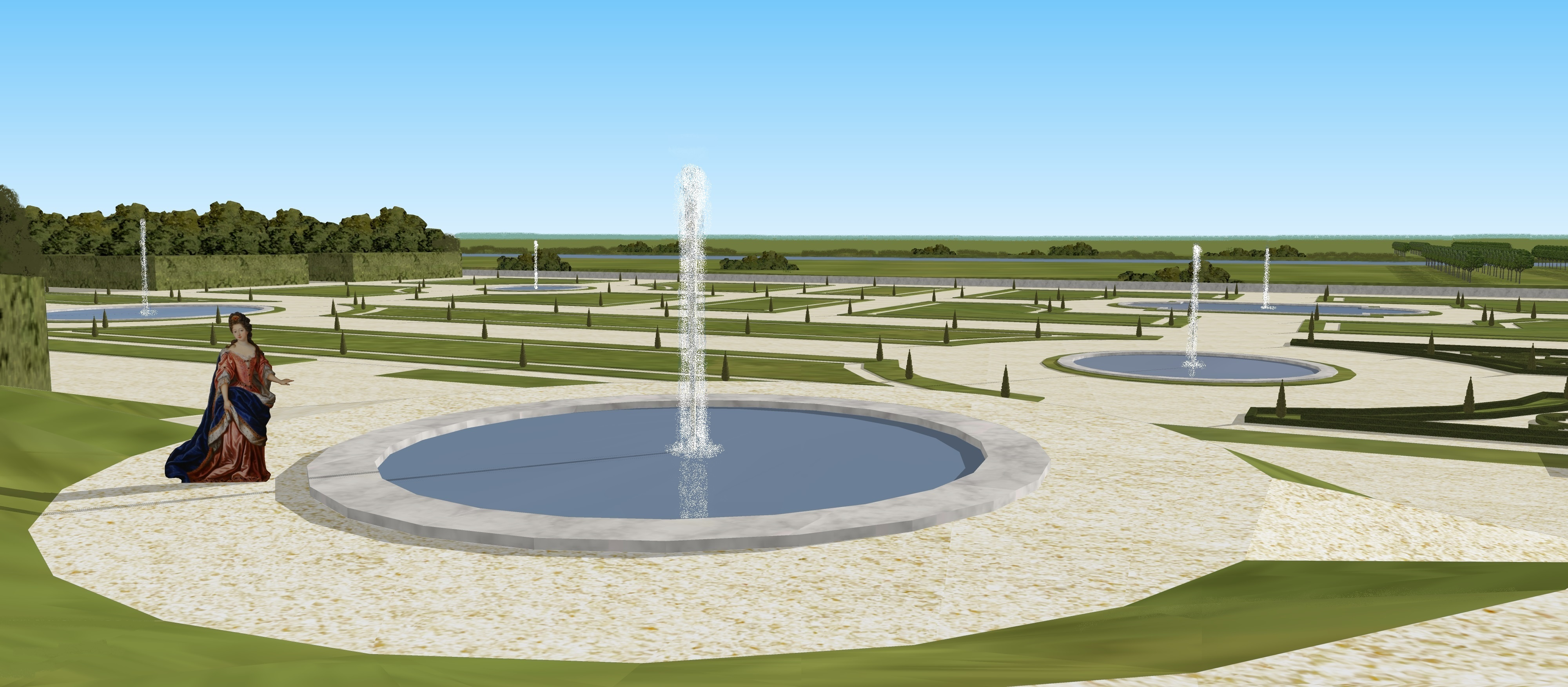
Vue restituée depuis le premier Belvédère sur les jardins du château de Villennes, début du XVIIIe siècle.
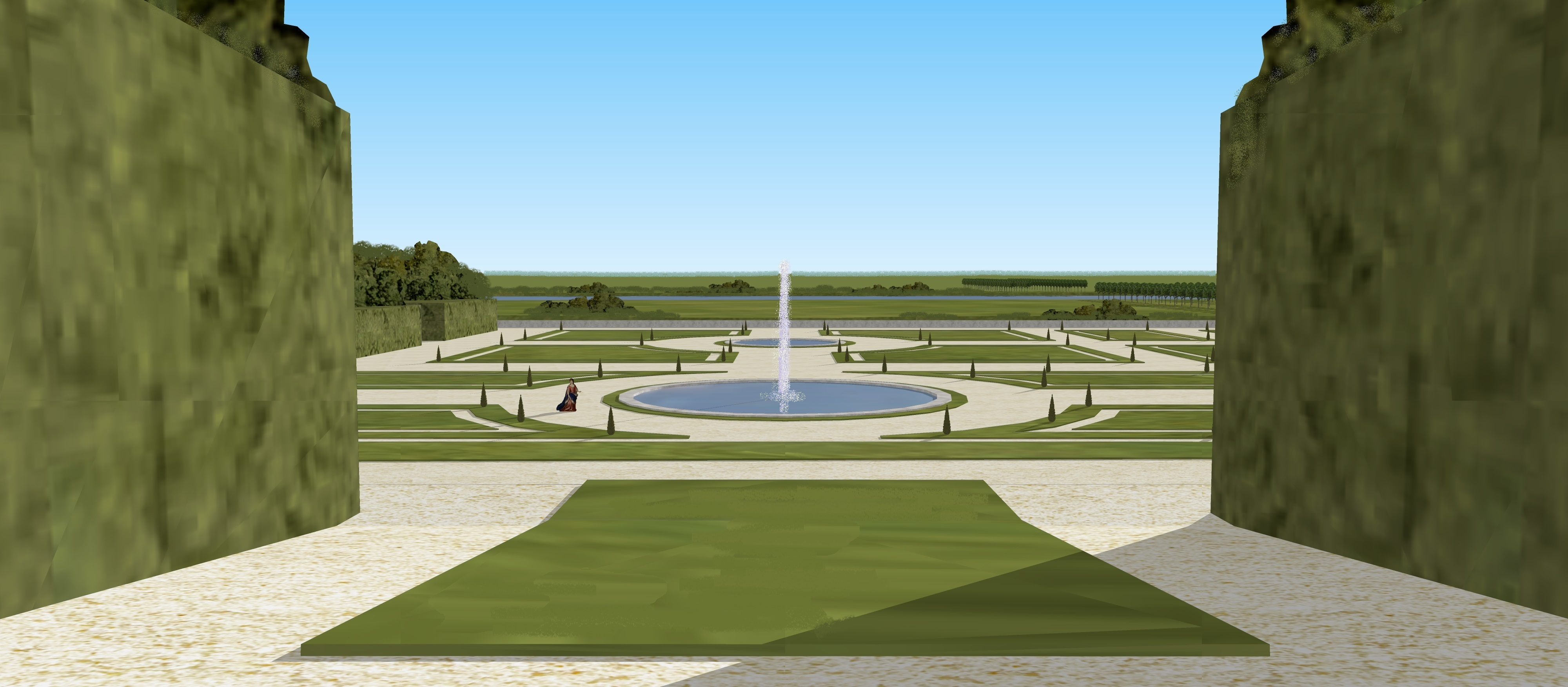
Restitution de la vue depuis le deuxième belvédère du jardin du château de Villennes, début XVIIIe.
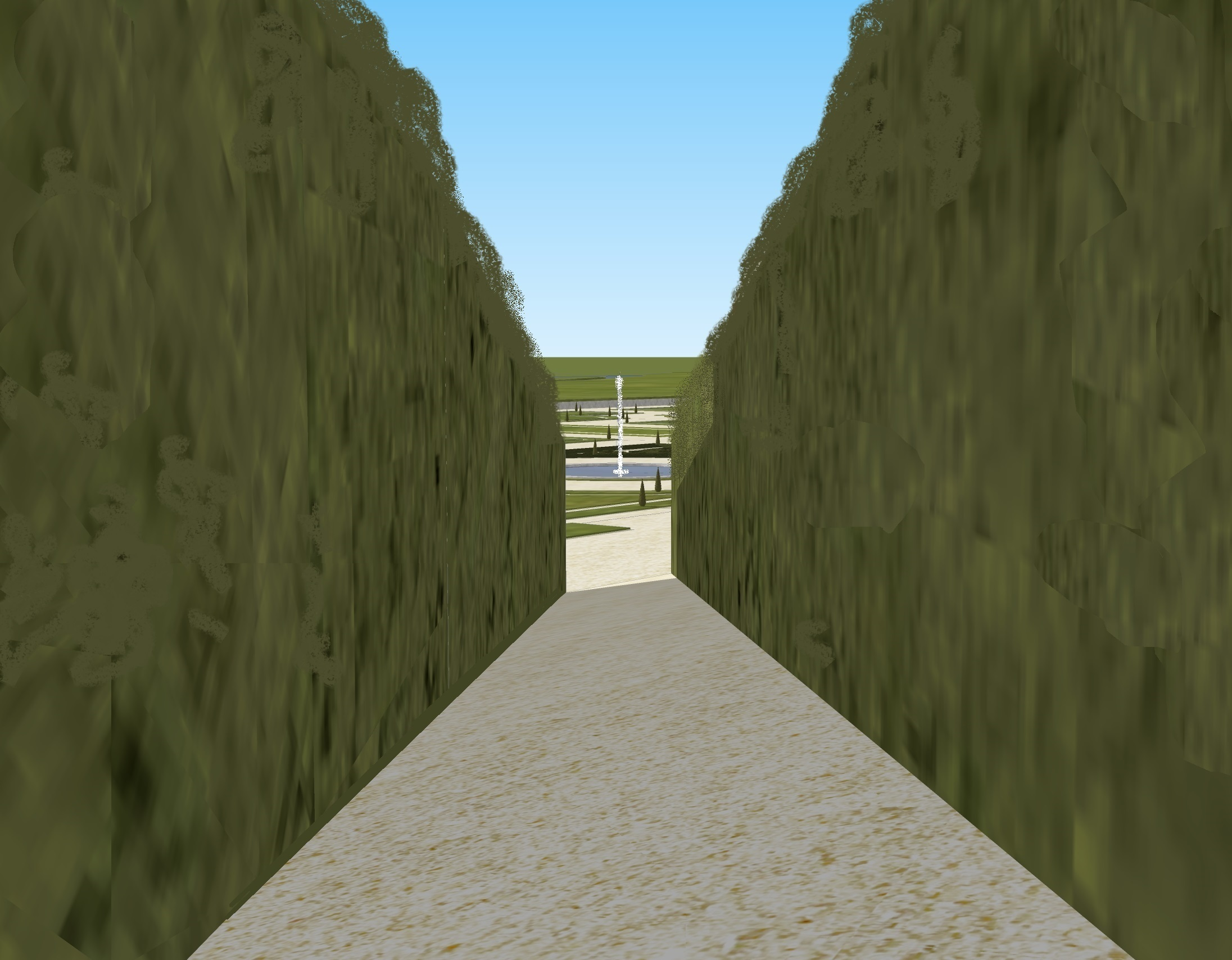
Schéma de l'allée depuis le deuxième belvédère, en regardant le jet d'eau situé devant le château. XVIIIe siècle.
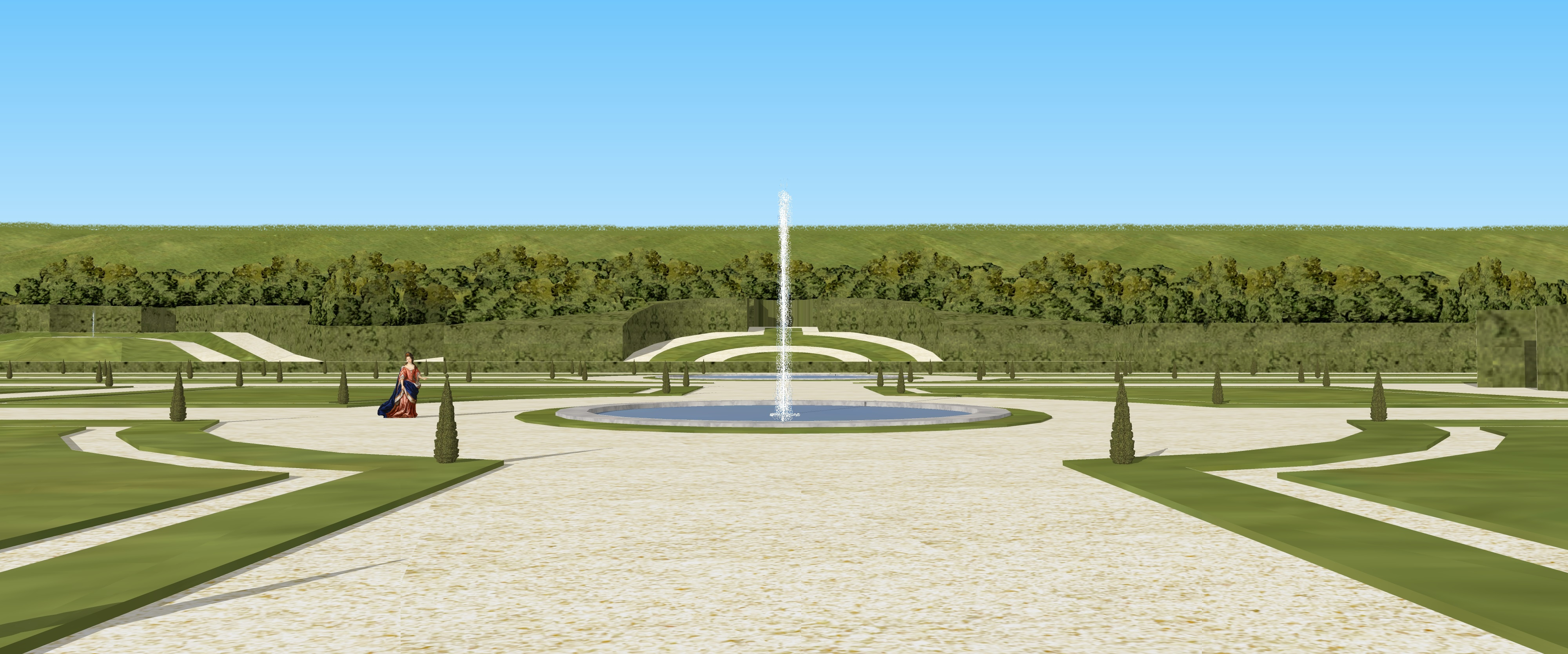
Vue restituée des jardins du château de Villennes, en regardant le deuxième belvédère, début XVIIIe
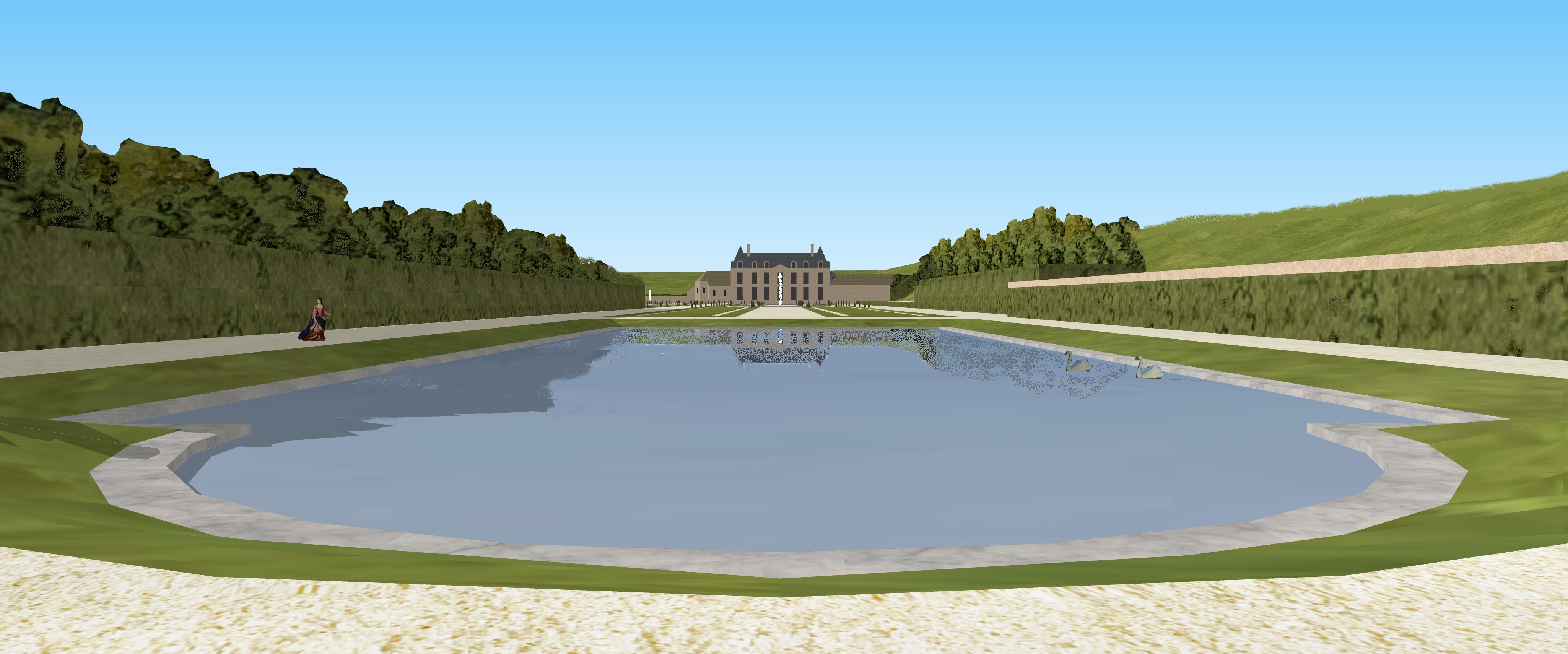
Restitution de la vue depuis le bout du miroir d'eau du château de Villennes, fin XVIIe siècle.

## Au XVIIIe siècle
Au moment de la Révolution, le bâtiment principal de trois étages, construit entre cour et jardin, est formé de trois avant corps dont la façade fait face à la grille d’entrée. Un second corps prolonge le précédent, suivi d'un troisième corps en retour et perpendiculaire aux deux précédents. Les communs (basse cour) sont constitués de 3 bâtiments disposés en un carré ouvert sur un côté, donnant accès à la cour du château.
L’inventaire du 21 août 1792, concernant le séquestre des biens de Pierre Paul Gilbert de Voisins, appelé "Le Président" car il avait la fonction de Président au Parlement, et de son épouse née Anne Marie de Merle de Beauchamps nous permet de connaître, de manière très précise, les différentes parties du château et leur contenu : 114 pièces, réparties en 19 appartements.

## Au XIXe siècle, un nouveau château près des communs
Très abîmé après la Révolution française, et complètement délabré, son châtelain, le vicomte d'Osmond, après son retour d'émigration en 1801, fait démolir l'ancien château Perdrier-Brinon en 1806 à l'initiative du fils de ce dernier seigneur, le marquis Gilbert de Voisins, et de son gendre, le vicomte d'Osmond. Ce dernier fait ensuite aménager son nouveau logement, qui sera connu jusqu'au début du XXe siècle comme le château de Villennes, à l'emplacement des communs et dépendances du précédent château.  

### Marie Joseph Eustache vicomte d'Osmond
Petit-fils d'Eustache et de Marie Louise de Pardieu ; Frère du lieutenant général et diplomate René Eustache (1751-1828) et de l'évêque Antoine Eustache (1754-1823). Il épousa : 1) en février 1789 une demoiselle Vigée ; 2) en 1794 Anne-Marie Marthe Gilbert de Voisins (fille de Pierre Paul marquis de Villennes, président à mortier au parlement de Paris, guillotiné le 15 novembre 1793, et d'Anne-Marie de Merle de Beauchamps, morte en 1801), 
Né à Saint-Domingue le 6 mai 1756, il servit dans les milices de cette colonie de 1771 à 1773.
Sous-lieutenant au régiment de Bourgogne le 6 février 1774, capitaine attaché au régiment d'Orléans-cavalerie le 21 avril 1777, passé à Saint-Domingue ayant obtenu une commission de major le 15 octobre 1779.
Il prit part au combat de Ste Lucie et employé à Yorktown comme aide de camp du marquis St Simon. Mestre de camp en second du régiment de Cambrésis le 11 novembre 1782. Chevalier de St Louis en 1787. Mestre de camp commandant du régiment de Neustrie le 10 mars 1788, maréchal de camp pour retraite le 1er mars 1791.
Il émigra en septembre 1791, servit à l'armée de Condé en 1792 et y commanda la compagnie de son régiment jusqu'en septembre 1793. Lieutenant-colonel dans le corps des uhlans britanniques en 1794-1795, passé à Saint-Domingue en 1796, il est revenu en Europe l'année suivante et est rentré en France en 1801. Il fut arrêté plusieurs fois. Nommé lieutenant-général le 23 août 1814. Nommé maire en 1807, il le restera jusqu'au rétablissement des élections municipales en 1815. Le vicomte d'Osmond redeviendra maire l'année suivante et le restera pendant 8 ans, mais sera souvent absent de Villennes.
Mort au château de Pontchartrain en février 1839. Il était franc-maçon.
Son fils Charles Marie Eustache, né le 22 mai 1796, officier, recevra la Légion d'Honneur.   
Ce nouveau "château de Villennes" aura ensuite plusieurs propriétaires dont principalement : 
- Jean de Bez, agent de change puis peintre, qui succède au vicomte comme maire de Villennes, de 1824 à 1831,
- Justin Clément de Givry puis son neveu Joseph Alexandre Paul Clément de Givry,
- Jean Baptiste Paradis, journaliste financier, notamment chroniqueur au journal Le Constitutionnel.

### Jean de Bez
Connu sous le patronyme de Bastier de Bez, écrit parfois Bastié de Bez, son nom complet est Jean Joseph Bastier de Villars de Bez d'Arre ; Sa famille, celle des barons de Bez d'Arre, du nom de deux bourgs de la vallée du Vigan, est connue dans l'histoire de cette cité des Cévennes méridionales, dont son frère aîné sera maire en 1841.
Il naît dans le Gard au Vigan, le 6 juin 1780, et épouse, en 1806, Alexandrine Charlotte Françoise de la Frenaye.
Agent de change à Paris, il abandonne la capitale pour s'installer à Villennes et devenir peintre. Les dates et lieux de ses œuvres montrent son itinéraire : il réalise des tableaux en Italie (Gênes, Nardi, Tivoli) en 1824. Il peint de nombreux paysages de Villennes et des environs de 1827 à 1836, tout en laissant des traces picturales de divers séjours à Naples, à Bordeaux, dans les Pyrénées (notamment près de Luchon, où il y a une cascade de Bez...) et au Vigan, où il retourne vraisemblablement ensuite.
Jean Joseph Bastier de Bez vend le château, le 3 avril 1837, à Justin Clément de Givry et décédera à Paris en 1860. 

### 1837-1868: Justin Clément et Joseph Alexandre Paul Clément de Givry
La famille d'Ambroise Alexandre Justin Clément de Givry et de son neveu, Joseph Alexandre Paul Clément de Givry, a occupé un rang distingué dans la noblesse de robe parisienne. 
Justin habite le château de Villennes de 1837 jusqu'à son décès en 1855 ; sans postérité, le 25 février 1854 il lègue par donation sa propriété à un fils de son frère aîné Jean Chrysostôme Marthe, Joseph Alexandre Paul. Celui-ci, né en 1811 à Paris où il se marie en 1841 avec Marie Adélaïde Delphine Le Mareschal, Paul Clément de Givry décédera dans la capitale en 1892. Participant aux réunions du conseil municipal de Villennes, relatives aux finances de la commune, en tant que l'un des 10 habitants les plus imposés, il en devient membre en novembre 1852. Il participe à la plupart des réunions, à partir de février suivant jusqu'en novembre 1868 ; dans les procès verbaux des réunions, il est alors noté "absent sans avoir fait connaître ses motifs", avec la précision suivante en mai 1870 : "actuellement à Paris
Le Sophora, qui pendant de nombreuses années sera une attraction de Villennes, a été rapporté du Japon, en 1803, par le capitaine de Givry. 
À nouveau le château de Villennes fait l'objet d'une vente. Après le décès de Paul Clément de Givry, les héritiers décident de s'en séparer le 27 août 1868. 

### 1868 - 1871: Jean-Baptiste et Marie Henriette Paradis, qui modifie le parc avec une rivière anglaise
Il naît le 12 janvier 1827 à Lyon, où son père est négociant en soieries. Celui-ci l'emploie pendant quatre ans dans sa maison de commerce, lorsqu'il a terminé ses études. En 1848, la "Révolution de février", qui met fin à la monarchie de Juillet pour établir la deuxième République, le jette dans la carrière de journaliste. Trois jours après, il fonde à Lyon un petit journal, "Le 24 février", qui ne vit que quelques semaines. Il écrit ensuite dans deux autres journaux de cette ville : "La Constitution" et "La Liberté". 
En mars 1849, il va à Paris pour y faire des études de droit. Il prend part à la rédaction de plusieurs journaux : en 1851, L'Evénement, journal inspiré par Victor Hugo, en 1852, Le Bien-être universel, journal hebdomadaire fondé par Emile de Girardin ; en 1853, La Presse, où il écrit des articles d'économie politique ; à partir de 1854 : Le Constitutionnel, dont il rédige le bulletin financier ; la dernière fonction de Jean Baptiste Paradis est la direction du journal Le Moniteur des tirages financiers, "propriété et organe du Crédit général français", fondé en 1864. Il est également le rédacteur de la partie industrielle de plusieurs revues et fonde lui-même un journal de finances.
Jean-Baptiste Paradis se marie à Vaugirard le 15 mai 1856 à Rosalie Marie Louise Blanchet,
En 1868, l'affaire du Transcontinental entraîne la ruine de Jean Baptiste Paradis, victime, comme d'autres spéculateurs, des manœuvres frauduleuses de dirigeants de la Compagnie américaineTranscontinental Memphis el Paso and Pacific Rail Road, qui construit une partie du chemin de fer interocéanique.
Il modifie complètement le parc du château, imagine et réalise le parcours de la rivière anglaise à partir du point culminant de la propriété, faisant jaillir l'eau dans la grotte : Jean Baptiste Paradis montre un sens artistique dans les choix qu'il a faits pour la transformation du parc du château de Villennes, profitant du projet communal du raccordement de la rue Parvery et de la rue de l'école pour agrandir le parc du château. Il dépense, en 1869, des sommes considérables pour faire transformer ce parc de huit hectares par le paysagiste des parcs de Saint-Leu, de Mortefontaine, du domaine de Stors (Val d'Oise) et du Bois de Boulogne, Louis-Sulpice Varé. Il avait fait construire une « serre chaude » de 350 m² pour abriter des arbres exotiques en hiver - une cheminée de 15 mètres évacuait les fumées du chauffage.
Il meurt à Naples, le 23 avril 1871 pendant l'épisode de la Commune de Paris ; quittant la France comme de nombreux rédacteurs de journaux, menacés d'arrestation alors que l'impression des organes de presse, autres que ceux récemment créés par les "communards" ou contrôlés par eux, avait été bloquée par les forces de police, le 19 mars, au lendemain de l'émeute insurrectionnelle. 
Après sa mort, sa fille Marie Henriette continuera d'habiter le château avec sa mère. Devenue comtesse de Labenne par son mariage, en mars 1879, avec un fils naturel de Napoléon III, Alexandre Louis Ernest Bure, comte de Labenne. Elle lui apporte en dot le château de Villennes, un hôtel particulier situé rue de Miromesnil et 500 000 francs. 
Alexandre Bure décède en février 1882. Leur fils Georges-Henri Louis meurt deux ans plus tard à l'âge de 4 ans, à Paimpol où ils avaient acquis une villa. Au début de 1885, Marie Henriette Paradis y fait transférer le corps de son époux pour qu'il repose à côté de leur fils dans la chapelle de Plourivo.
La comtesse de Labenne, remariée en juin 1883 à Louis Auguste Dupont, ancien intendant du château, quittera le château : un arrêt du Conseil d'État, exonérant M. et Mme Dupont de la contribution mobilière, nous apprend qu'ils avaient quitté le château de Villennes avant 1884. Après le décès de Louis Auguste Dupont, elle épouse en 1920, Jules Clair Aubert et le suit en Avignon ; elle adopte sa filleule, la fille qu'il a eue avec sa première épouse, Madeleine Joséphine Marie Dupont. Elle décède en Avignon en décembre 1937 et y est inhumée sous le nom de Veuve Aubert.
Le Journal de menuiserie, publié en 1873, nous fait connaître la vacherie, construite la même année au château de Villennes par M. Tetard, charpentier ; cependant que le potager et les terrains, situés entre le chemin de fer et la Seine, sont mis en vente en 1882 (annonce dans le journal Le Courrier de Versailles, du 21/9/1882). Ils deviendront la rue du Pont. 
Pratiquement plus entretenu, le château de Villennes se dégrade lentement et après le projet sans suite de l'installation du Collège parisien Chaptal dans la vieille bâtisse, Marie Henriette Paradis le vend en 1893 à Monsieur Pichard du Page qui le revendra à son tour par lots quelques années plus tard.

### Hypolithe Charles Henri Pichard du Page
Né en 1853 à Paris, et marié à Jeanne Marie Berthe Liotard, qui lui donne six enfants, il décède à Versailles en 1838.
Hypolithe Pichard du Page demeurant à Paris 7, rue Pelouze acquiert en deux fois le château et le parc, vraisemblablement dans le but de réaliser l'opération immobilière, qui transformera complètement le village : en 1887, le terrain compris entre la Seine et la voie de chemin de fer et le 7 juin 1893, le château et l'autre partie du parc. 
La somme de 240.000 francs alors payée par le nouveau propriétaire n'est pas versée à Monsieur et à Madame Dupont mais à leurs créanciers : 100 000 F à Madame Combes, épouse de Victor Armand Rocquencourt, au profit duquel ils avaient souscrit une obligation en mai 1890, et 139 000 F aux frères Henri et Georges Rose, constructeurs mécaniciens à Poissy, quant au surplus, 1 000 F, ils représentent les intérêts de cette créance à Virgile Morel.
À la suite de ces acquisitions, le domaine est vendu par lots, à partir de 1893, le terrain compris entre la Seine et la voie de chemin de fer ayant été loti dès 1887. Après le lotissement du parc du château, de nombreuses villas y seront construites en bord de Seine et sur les terrains accessibles par la nouvelle avenue tracée en son milieu. Certains lots seront acquis par la commune pour construire la gare, la Place de la Gare (créée en 1911 et rebaptisée plus tard Place de la Libération) et le "terrain communal".
Le domaine est loti à la fin du XIXe siècle et l'avenue Foch est percée au milieu de son parc de huit hectares (de l'église à la rue Michel-Giraux). Les maisons remplacent petit à petit les arbres d'essence rare, amenés à grands frais.

### Louis François Paul Richardierre
La moitié gauche du château (lorsqu'on le considère de l'avenue du château et actuellement de la place de la Libération) est vendue, en 1903, à Louis François Paul Richardierre. Le nouveau propriétaire a pour obligation d'établir les clôtures de sa propriété ; il doit notamment construire un mur au milieu de la cour d'honneur et un autre au centre du grenier au-dessus des écuries.
Paul Richardierre est un ancien cultivateur de Carrières-sous-Poissy devenu, en 1871, marchand de vins à Villennes, où il épousa une fille Rivierre, petite-fille d'un jardinier du château d'Acqueville. Conseiller municipal, il fait partie de plusieurs commissions : celle qui recensa les propriétaires de bateaux, devant payer une taxe de stationnement ; la commission de Salubrité qui lutta contre la contamination des sources et des puits par des fosses d'aisance non étanches et par l'écoulement des eaux ménagères ; une autre chargée, en 1908, d'étudier le projet d'éclairage à l'électricité, enfin celle qui évalua les indemnités à accorder aux victimes des inondations de janvier 1910.
Il est encore propriétaire d'une partie du château, lorsque les deux ailes sont démolies en 1913. Un poste militaire est installé, pendant les deux derniers mois de la guerre de 1914-1918, dans les bâtiments qui restent du château.
Finalement le château construit par le vicomte d'Osmond est démoli à son tour après la Première Guerre mondiale, il en subsiste l'aile gauche à l'angle de la place de la Libération et de la rue Parvery et le fronton du bâtiment central, enchâssé dans une cour, rue Parvery.

## Architecture
Le bâtiment est en forme de T et de nombreux styles y sont représentés du fait des remaniements incessants qu'il a subis au cours des siècles.
Il possède des communs sur les vestiges des dépendances du château du XVe siècle, dont une écurie de la fin du XVIIIe siècle et un colombier.
Il ne faut pas confondre le château existant au XVIIe et XVIIIe de celui édifié au tout début du XIXe et dont on conserve des photographies. Ce dernier château était situé juste à côté des écuries, tandis que le château connu au XVIIe siècle était placé un peu plus au nord.